# Josif Rajačić
Josif Rajačić en serbe cyrillique Јосиф Рајачић (né le 20 juillet 1785 à Lucani un petit village près de Brinje en Lika en Autriche-Hongrie (aujourd'hui en Croatie) - décédé le 1er décembre 1861 à  Sremski Karlovci en Autriche aujourd'hui en Serbie). Il fut métropolite de Karlovac puis patriarche des Serbes dans les confins militaires et administrateur de la Voïvodine au nom de l'empereur.

## Études. Archevêque de Dalmatie
Il naît en Autriche-Hongrie et porte le nom de famille de  Ilija. Son père Luka était prêtre orthodoxe et sa mère  Vasilije (nom de jeune fille : Čudić) l'aidait dans sa tâche. Très jeune, il apprend l'allemand dans son village, puis part étudier à Agram à Szeged où il fait deux ans de philosophie. Puis, il poursuit ses études à Vienne (deux ans de droit), il apprend le latin et étudie les beaux-arts. Il interrompt ses études en 1809, car il est engagé dans le conflit contre Napoléon aux côtés de l'Autriche. En 1810, après la défaite autrichienne, il refuse de travailler pour l'Empire français. Il décide de servir son peuple et rentre dans les ordres et fait son sacerdoce dans le monastère de Gomirje. En 1829, le 24 juin, vu ses grandes qualités il est fait archevêque et administrateur de l'éparchie de Dalmatie. En Dalmatie, il fait construire une école médicale et un hôpital. Il lutte aussi contre la politique pro-uniate en Dalmatie. À Vršac où il est nommé évêque en 1833, à l'autre bout des confins militaires, il fonde un lycée et lutte contre le choléra (grâce aux médecins formés en Dalmatie) qui ravage la population locale. Il n'hésite pas à être en contact avec les malades, à les laver, les soigner et à les accompagner dans la mort, il remarque que la maladie ne se transmet pas par le toucher mais à travers les contacts alimentaires (nourriture, eau). Ces observations seront par la suite confirmées par Robert Koch. Il est alors connu dans tous les confins militaires Serbes où il est très populaire. 
En 1842, après le décès du métropolite de Karlovac, le sabor des Serbes des confins militaires se réunit. Les représentants du peuple, à la majorité, veulent le choisir comme nouveau métropolite. Mais, au sein de l'Église, où il faut que la majorité des évêques accepte la nomination du nouveau métropolite, il se heurte au refus de deux d'entre eux. Pour la première fois dans l'histoire de l'Église orthodoxe serbe, il est nommé par l'empereur lui-même qui l'impose contre l'avis des deux archevêques. Cela affectera Josif, car la décision des deux archevêques étaient guidée par des intérêts hongrois.

## La révolution de 1848 et le patriarcat

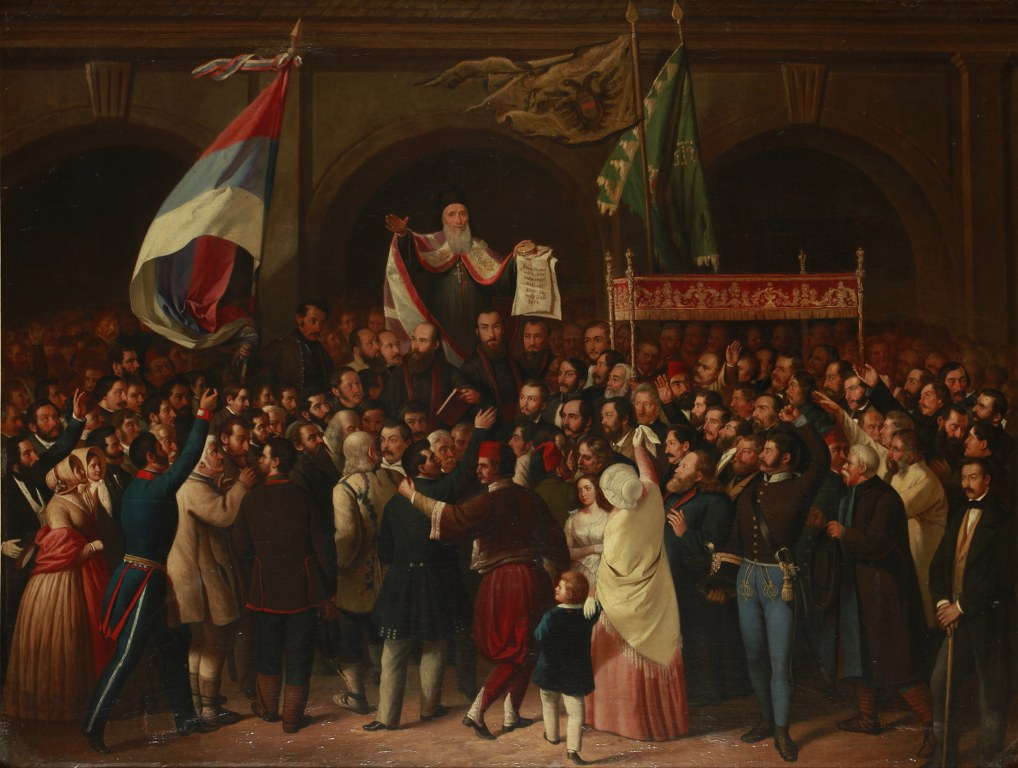
Le Patriarche lors du Sabor de mai

Les rapports entre les Allemands et les Hongrois ainsi qu'entre les Serbes et les Hongrois se sont fortement détériorés au moment où il est nommé métropolite de Karlovac. La révolution de 1848 en France déclenche en Hongrie un mouvement national. Cependant, dans les Confins Militaires serbes et en Croatie où les minorités hongroises sont assez présentes, les Serbes, les Croates et les Allemands ont un intérêt commun à écraser la  Révolution hongroise de 1848 qui a pour but de créer un État centralisé sur un modèle jacobin alors que les Croates et les Serbes seraient pour une unité plus fédéraliste et moins centralisatrice, les Allemands quant à eux ne cherchant qu'à sauvegarder l'Empire. 
Au mois de mai 1848, dans la ville de Sremski Karlovci est organisée l'assemblée de mai (en) ou Assemblée nationale des Serbes dans l'Empire autrichien. Au cours de cette assemblée, le métropolite Josif est désigné comme patriarche du peuple serbe et administrateur de toutes les Terres Serbes des Confins Militaires. Sont aussi désignés un vice-administrateur et chef des armées, Đorđe Stratimirović, et un général, Stevan Šupljikac. Rajačić voulait éviter le conflit armé avec la révolution hongroise, qui refusait toujours une autonomie des Serbes au sein de la nouvelle Hongrie révolutionnaire. C'est pour cela qu'il choisit d'aller à Vienne pour rencontrer l'empereur et tenter d'éviter un conflit militaire. Pendant son absence à Vienne, les Hongrois rassemblèrent une armée qui tenta de prendre la ville de Sremski Karlovic. Elle échoua dans cet objectif mais lors de sa retraite fit de nombreux massacres sur les populations serbes. Les Serbes fondèrent alors avec le consentement de l'empereur le Voïvodat de Serbie et du banat de Tamiš et se rangèrent du côté de l'Empire. Les deux langues officielles du voïvodat étaient l'allemand et l'illyrien, une langue qui en fait sera, plus tard, appelé le serbo-croate. Le voïvodat fut aboli en 1860, au grand dam du patriarche qui espérait que l'empereur n'oublierait pas le fait que les Serbes l'avaient aidé à conserver l'Empire.

## L'après 1848 et ses conséquences
Le patriarche utilisa tout son pouvoir pour faire en sorte que le voïvodat reste autonome, et contrôlé par le peuple serbe. Il y échoua. Son idéal se réalisera en 1918. Pendant l'autonomie, le patriarche unifia la liturgie, fit rénover et bâtir de nombreuses églises orthodoxes et des écoles en Voïvodine mais aussi en Dalmatie et en Krajina.
Il représenta aussi le peuple serbe en Europe. Il était le confident de l'empereur d'Autriche-Hongrie, ainsi qu'un très bon ami du souverain de Serbie et du Ban croate Josip Jelačić. Il fit construire des imprimeries qui permirent le développement de journaux en langue illyrienne (serbo-croate) dans l'Empire. Il échoua par contre à établir une université à Sremski Karlovci. Sa politique et son influence lui permirent de sauvegarder et de développer la culture serbe au sein de l'Autriche-Hongrie.
Il décède le 13 décembre 1861 et est enterré à la Cathédrale de la Nativité-de-la-Mère-de-Dieu de Sarajevo (Sabornoj crkvi).